# フリアン・ルエテ
フリアン・ルエテ・ムニエサ（Julián Ruete Muniesa、1987年1月29日 - 1939年3月15日）は、スペイン・マドリード出身の元サッカー選手、サッカー指導者、審判。ポジションはミッドフィールダー。また、アトレティコ・マドリードの会長やスペインサッカー連盟の会長なども務めるなど、スペインサッカー界の発展に尽くした。

## 経歴
1887年、マドリードに生まれ、その後生涯に渡ってマドリードのみならずスペインサッカーの発展に寄与することになる。
1904年から1910年にかけて、レアル・マドリード (当時は"マドリードFC")にて選手、スタッフそして理事会の秘書などを務め、選手としてはMFの位置でプレーした。
1912年、アトレティコ・マドリードの会長に選出され、1919年までその職に就いた。会長としての功績には、カンポ・デ・オドネルの建設や当時傘下クラブとしての位置付けだったアスレティック・ビルバオからの完全な独立を推し進めた。1919年に退任以降、2年間の間会長職からは離れていたが、1921年に復帰し、2年間アトレティコ・マドリードの会長を務めた。この2年間では、マドリード地域リーグの優勝やエスタディオ・メトロポリターノ・デ・マドリード建設に携わった。
アトレティコ・マドリードで会長として働く傍ら、審判としても働き、スペイン審判協会の会長も務めた。また、同時期にスペインサッカー連盟の会長にも選ばれていた。1921年からは監督キャリアをスタートさせた。1921年から1922年に渡り、スペイン代表の指揮を執り、行われた4試合に全勝した。他にも古巣であるアトレティコ・マドリードやCDカステリョンの監督を歴任した。
1939年3月にバルセロナで死去。

## タイトル

### クラブ
アスレティック・ビルバオ
- コパ・デル・レイ : 1回 (1910-11)